# Dissé-sous-le-Lude
Dissé-sous-le-Lude là một xã thuộc tỉnh Sarthe trong vùng Pays-de-la-Loire tây bắc nước Pháp. Xã này nằm ở khu vực có độ cao từ 41-111 mét trên mực nước biển.